# Cynorta blasi
Cynorta blasi is een hooiwagen uit de familie Cosmetidae.